# Aeluropus littoralis
Aeluropus littoralis là một loài thực vật có hoa trong họ Hòa thảo. Loài này được (Gouan) Parl. mô tả khoa học đầu tiên năm 1850.